# زریقه شام (روستا)
 زریقه شام  به عربی ( زریقة الشام )، روستایی است در دهستان المقاطر از توابع استان شبوه در کشور یمن در شبه جزیره عربستان.

## جمعیت
جمعیت آن ( ۱۲۷ ) نفر ( ۷ خانوار) می‌باشد.